# Interstate 180 (Wyoming)
Die Interstate 180 (kurz I-180) ist eine kurze Zubringerstrecke in den Vereinigten Staaten, die die Interstate 80 in Cheyenne mit der Innenstadt verbindet. Die Interstate mit einer Länge von 1,758 Kilometer (1,09 Meilen) ist einer der wenigen Interstate Highways, die weder den Standards der Interstates noch eines Freeways entsprechen.
Die I-180 ist die einzige Straße, die sich gleichzeitig mit einer Business Loop Interstate, einem U.S. Highway, dem U.S. Highway 85, und einem Business U.S. Highway überschneidet.